# Bordertown – Átkelő a halálba
A Bordertown – Átkelő a halálba (eredeti cím: Bordertown) 2006-ban bemutatott amerikai filmthriller, melyet igaz történet alapján Gregory Nava írt és rendezett. A főbb szerepekben Jennifer Lopez, Antonio Banderas és Martin Sheen látható.

## Cselekmény
A film egy valós gyilkosságsorozatról szól, mely már évtizedek óta szedi áldozatait egy észak-mexikói határváros, Ciudad Juárez környékén. Az áldozatok nehéz sorsú fiatal munkásnők, akiket megkínoznak, megerőszakolnak, majd megölnek. Lauren Adrian amerikai újságírónő juárezi újságíró barátjával, Alfonso Diazzal együtt az elkövetők nyomába ered, és megpróbálja felderíteni az évek óta elfedett igazságot.

## Szereplők
| Szerep                  | Színész           | Magyar hang     |
| ----------------------- | ----------------- | --------------- |
| Lauren Adrian           | Jennifer Lopez    | Pápai Erika     |
| Alfonso Diaz            | Antonio Banderas  | Selmeczi Roland |
| Eva Jimenez             | Maya Zapata       | Molnár Ilona    |
| Teresa Casillas         | Sônia Braga       | Andresz Kati    |
| Cecila Rojas            | Teresa Ruiz       | Sági Tímea      |
| Marco Antonio Salamanca | Juan Diego Botto  | Láng Balázs     |
| George Morgan           | Martin Sheen      | Papp János      |
| Elena Diaz              | Kate del Castillo |                 |